# Лунар (1864 – 1940)
„Лунар“ (на ладино: El Lunar, в превод Месец) е сефарадски еврейски ладински вестник, излизал в Солун от 1864 до 1940 година.
Във вестника излизат статии за история, философия, астрономия, право, търговия и други. Публикува биографии на видни евреи и превод на Световна история. Първият му редактор е Юда Неама (Judah Nehamah 1826-1899).